# Noticieros de Colombia

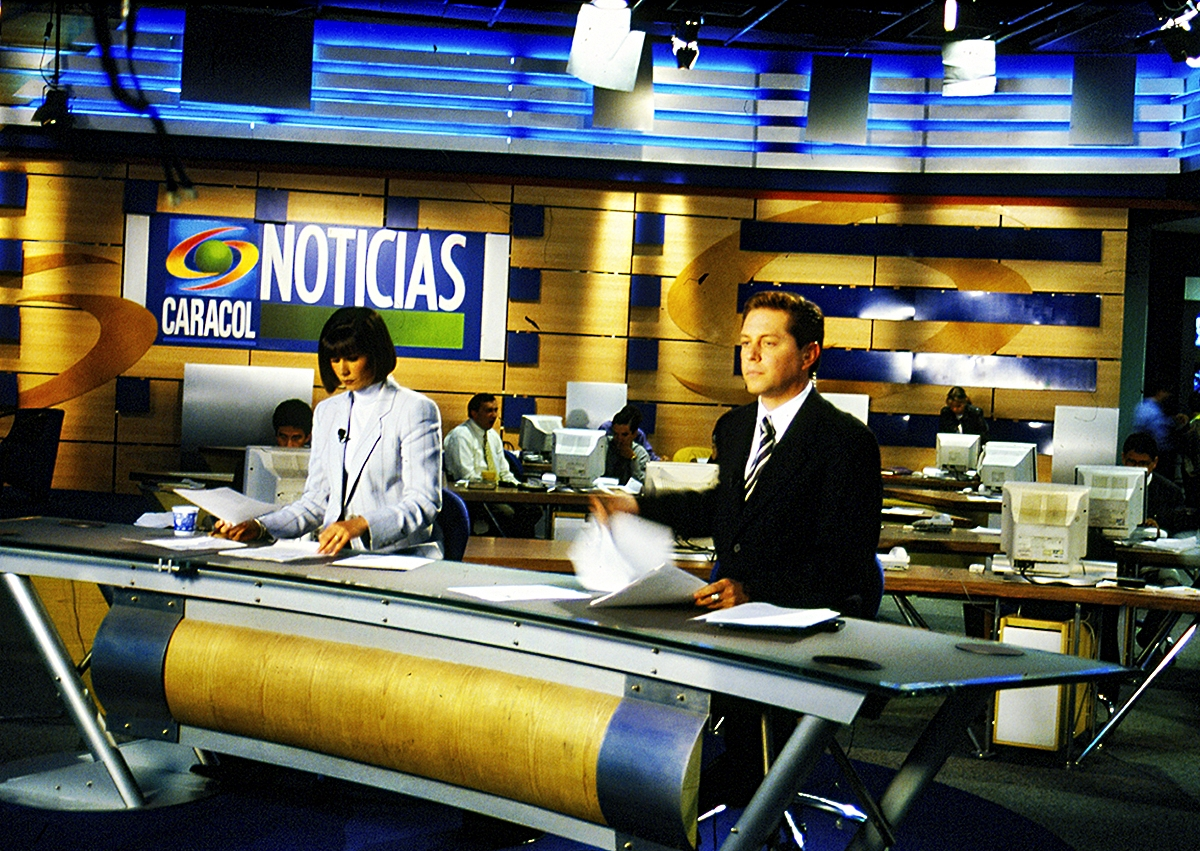
Set del noticiero Noticias Caracol en 1998.

Junto con las telenovelas y los reality shows, los noticieros son los programas más vistos de la televisión colombiana en la actualidad. Al igual que los informativos de los demás países del mundo, tienen diferentes secciones y se emiten varias veces al día. El primer noticiero que se transmitió en la televisión colombiana fue TV News, de Estados Unidos.

## Antes de 1992

### Décadas de los 50 y 60
Si bien durante la primera emisión de televisión en Colombia, el 13 de junio de 1954, se incluyó un noticiero, este se trató de un programa enviado desde Estados Unidos. El primer noticiero íntegramente producido en el país fue El Mundo al Vuelo, patrocinado por Avianca, que se emitía en el entonces Canal Nacional a las 7:30 p. m., de lunes a sábado desde 1957. Junto a éste, hubo un noticiero adicional, cuyo nombre no se mantuvo del todo constante en el tiempo (aunque fue más conocido como el Noticiero Económico Suramericana inicialmente, y también como Actualidades Icasa, por la empresa de electrodomésticos que lo patrocinó con posterioridad), que era presentado de lunes a viernes en el horario de las 9:05 p. m., aunque luego fue variando en horario, pasando a ser a las 9:20, 9:30 o 10 p. m. En 1965, el noticiero nocturno deja de tener patrocinio de Suramericana y pasa a ser auspiciado por Icasa, y durante ese mismo año aparece el primer noticiero de mediodía: TV Mundo, emitido a las 12:45 p. m. de lunes a viernes, aunque éste solo duraría hasta el final de aquel año.
Adicionalmente, hubo noticieros producidos por la empresa Diariovisión, gradualmente introducidos en la década de los 60. Estos formatos fueron innovadores, puesto que exploraron franjas totalmente nuevas, tal y como fue el caso de Hora 7 (emitido desde 1964 a las 7 p. m. de lunes a viernes, con interrupciones en 1965 y 1966), Hora 0 (emitido desde 1966 a las 11:10 p. m. de lunes a viernes) y la contraparte dominical de éste, Diariovisión Dominical, emitido en la misma franja horaria. Salvo por Hora 7, los demás informativos tenían una duración de 15 minutos, y excepcionalmente cubrían otras franjas, como sucedió en jornadas electorales, gracias en parte a la colaboración de la Televisora Nacional de Colombia, y posteriormente, de inravisión.
El 14 de enero de 1966 nace el así llamado TV9 Telebogotá (conocido por su nombre comercial, Teletigre), segundo canal de televisión de Colombia, cuya cobertura se restringía a la región central del país. A pesar de esta dificultad, Teletigre pensó en crear sus propios servicios informativos, hecho que ocurrió desde el mismo día que fue lanzado. El Noticiero Telebogotá (o también llamado Noticiero Teletigre) tendría dos ediciones, una a las 7:15 p. m., y otra a las 10:15, cuyo nombre preliminar fue Noticias al Cierre. A pesar de ello, los noticieros del Canal Nacional y Teletigre nunca compitieron entre sí, pero mantuvieron la idea de ser informativos de 15 minutos de duración, así que, al momento en el que terminaba el noticiero de TV9, se podía ver el noticiero del Canal Nacional (como sucedía a las 7 p. m.), o viceversa (tal como era el caso a las 10). Poco a poco fueron apareciendo locutores y periodistas que posteriormente lanzaron sus propios proyectos periodísticos, como fue el caso de Arturo Abella, quien inició su carrera comentando las noticias en el canal local de Bogotá.
El 26 de febrero de 1967, en el Canal Nacional, se lanza el segundo boletín noticioso emitido los domingos, el Noticiero Telecom, emitido inicialmente a las 8:15 p. m. Igual que sucedía con los noticieros emitidos entre semana, el Noticiero Telecom tuvo una duración de 15 minutos, aunque no tuvo competencia por parte del Canal 9, quien no emitía servicios informativos los fines de semana, salvo algún evento importante (de nuevo, el gran ejemplo serían las distintas elecciones). Durante 1967, TV9 decidió lanzar un boletín dominical a las 10:30 p. m., que finalmente no duró sino hasta el final de ese mismo año.
En esta primera época, los noticieros tenían una línea editorial proclive al Frente Nacional, y pocas veces incluían reportes en vivo, o desde ciudades diferentes a Bogotá, esencialmente por la gradualidad con la que fueron llegando las señales televisivas a todo el país, y por la aún fuerte competencia de las cadenas radiales y la prensa escrita. Los espacios de opinión, incluso, se hacían aparte de los noticieros, como fue el caso de Contrapunto, de Jaime Soto, emitido a las 9:50 p. m. en el Canal Nacional, justo antes del informativo nocturno. Muchos de los profesionales que comentaban las noticias eran provenientes de la radio, por lo que mucho del estilo radial se hizo latente en estos primeros noticieros. Una figura muy peculiar fueron los diversos micronoticieros que Teletigre incluyó en su programación de lunes a viernes, con duración de 1 minuto, entre los diferentes programas emitidos, que fueron variando en número acorde a las horas de programación que el canal emitía.
Durante el cambio de año de 1967 a 1968 ocurren varios movimientos en los noticieros nacionales. El 17 de diciembre de 1967 el Noticiero Telecom emite por última vez a las 8:15 p. m. los domingos, y ese mismo día Diariovisión emite su último noticiero dominical (los domingos siguientes no hubo noticieros por razón de las celebraciones navideñas), el 29 del mismo mes Diariovisión finaliza sus noticieros de lunes a viernes, y al día siguiente se transmite el último El Mundo al Vuelo sabatino. El 2 de enero de 1968, El Mundo al Vuelo es movido a las 7:45 p. m., y el 8 de enero, el noticiero nocturno de las 9:55 pasa a emitirse a las 10 p. m. (compitiendo así con el Noticiero Telebogotá), aunque para la época no tenía nombre exacto conocido, y seis días después el Noticiero Telecom estrenaba su nuevo horario, a las 9 p. m. los domingos, y con una novedad total para la época: una duración de 30 minutos.
En 1969 se dan nuevos cambios, que de nuevo solo afectaron al Canal Nacional, y que coincidieron con los eventos de la llegada del hombre a la Luna. Estos cambios inician el 22 de mayo de 1969, cuando nace el segundo informativo en horario de mediodía: Hora 13, que se emitía a la 1 p. m. de lunes a viernes. Posteriormente, el 19 de mayo, Teletigre amplía las emisiones de su Noticiero Telebogotá entre semana de 15 a 30 minutos, moviendo sus horarios a las 7 y 10 p. m. en punto, y el 25, relanza el boletín de los domingos a las 10:30 p. m., como cierre de emisiones. El 8 de julio, se estrena uno de los noticieros más longevos en la televisión nacional, a pesar de sus sucesivos cambios de horario: Telediario (llamado inicialmente Telediario Siete en Punto), que tuvo como horario inicial las 7 a. m. de lunes a viernes, y con duración de 60 minutos.
A finales de la década de los 60, se refuerza la línea editorial a favor del Frente Nacional en todos los informativos, y poco a poco se fueron incorporando avances tecnológicos, como los controles remotos (como se les llamó a los enlaces en directo). Con todo, el proceso de desarrollo de los noticieros era consonante con el desarrollo de la televisión nacional.
El 31 de diciembre de 1969, El Mundo al Vuelo emite por última vez, cerrando 12 años de información ininterrumpida. Ese mismo día, Hora 13 también transmite su último noticiero.

### Décadas de los 70 y 80
El primer gran cambio del esquema noticioso se dio el 5 de enero de 1970, cuando Telediario pasa del horario matutino a la franja de las 7 p. m., cubriendo el espacio que dejó El Mundo al Vuelo. Igualmente, desde ese mismo día los noticieros del Canal Nacional pasarían a tener una duración de 30 minutos, y desaparecía por segunda vez el horario matutino de noticias. Con este panorama, los dos canales existentes emitían 1 hora de información diaria de lunes a viernes y 30 minutos los domingos; los sábados no tenían noticieros. El 15 de febrero, Teletigre finaliza la emisión de los boletines dominicales, los cuales vuelven en el mes de abril, en el contexto de las elecciones presidenciales.
Nuevamente la línea editorial de los informativos es conforme al Frente Nacional, y aún más luego de los cuestionados resultados de la elección del 19 de abril, donde la televisión empezó a cobrar fuerza como el medio preferido de información, a pesar de ello, se empezó a gestar un movimiento que pretendía el cierre de Teletigre, principalmente por ser un canal exitoso en todos sus programas, incluidos sus noticieros. Este fue otro de los grandes cambios en la televisión, ya que el 30 de diciembre de 1970 Teletigre emitiría por última vez sus servicios informativos, aunque solo cerró emisiones el 2 de enero siguiente.
El 16 de enero aparece Tele 9 Corazón, como sustituto de Teletigre, pero solo hasta el día 18 estrena sus servicios informativos, los cuales vuelven en los mismos horarios de Teletigre, es decir, a las 7 y a las 10 p. m. Mientras, en el Canal Nacional, su noticiero nocturno pasó progresivamente a llamarse Noticiero Suramericana, a secas, hasta su fin. Tanto el Noticiero Suramericana como el Telecom acabaron en 1976, cuando a Punch se le revocó la realización de noticieros.
El esquema mixto de la televisión colombiana, en el que el Estado era el dueño de los canales y empresas particulares (o programadoras) alquilaban los espacios y producían los programas, imponía horarios a los noticieros, que antes de la licitación de 1984 no se enfrentaban entre sí. Si en la Cadena Uno había un informativo a las 20:30, en la Cadena Dos podía haber un programa de concurso, por ejemplo. Con ello, no es de extrañar, que en la licitación para 1979, por ejemplo, la Primera Cadena tuviese noticieros a las 07:00 (Noticiero TV Mundo), 12:30 (Telediario), 19:00 (Noticiero 24 Horas), 21:00 (Noticolor) y 22:30 (Noticiero Cinevisión); pero al contrario, la Segunda Cadena tuviese solo boletines a las 20:00 (Noticiero Contrapunto) y 21:30 (Noticiero TV Hoy).
Estas limitaciones también hacían difíciles las transmisiones de eventos importantes o de sucesos que requerían un seguimiento en directo.
Algunos de los noticieros más importantes de esta etapa fueron:
- Telediario, de Arturo Abella: Que tuvo diferentes cambios en su horario (aunque se mantuvo en la Primera Cadena hasta 1983), primero estuvo en el horario de las 7 p. m. desde 1970 hasta 1973, pasó a las 7:30 hasta 1977, regresando al horario de las 7 por dos años más, y continuando hasta su emisión final, el 13 de marzo de 1984, en el horario de las 12:30, primero en la Primera Cadena, y desde 1984, en la Segunda.
- Noticias 1, de Intervisión: Comenzó emisiones el 1 de enero de 1984, de lunes a viernes a las 12:30 del día (en la entonces Cadena Uno), donde se mantuvo hasta el 30 de junio de 1987. Cuatro días después, reapareció en la misma cadena, esta vez sábados, domingos y festivos a las 8 p. m., horario que mantuvo hasta su última emisión, el 29 de diciembre de 1991.
- Noticiero Promec, de la programadora del mismo nombre: Nació el 1 de enero de 1984, en el horario de las 8 de la noche en la Cadena Uno, sábados, domingos y festivos. Salió del aire el 28 de junio de 1987.
- Contrapunto, de Jaime Soto: Conocido inicialmente como "Cantaclaro", apareció en 1978 y perduró en su horario matinal (De lunes a viernes a las 7 a. m. en la entonces Primera Cadena) hasta el 31 de julio de 1979. Al día siguiente, 1 de agosto, cambió su nombre a Noticiero Contrapunto y pasó a emitirse a las 8 p. m. (de lunes a viernes, en la Segunda Cadena), en donde perduró hasta el 30 de diciembre de 1983.
- Noticiero Nacional, de Prego Televisión (desde 1998 fue propiedad de Andes Televisión): Fue uno de los beneficiados con la licitación de 1983, iniciando funciones el 2 de enero de 1984 en el horario de las 9:30 p. m. de lunes a viernes, en la entonces Cadena Dos. Hasta el 31 de diciembre de 1991 estuvo en dicha franja, pasando a la franja del mediodía de lunes a viernes el 2 de enero de 1992, en la Cadena Uno. En la licitación de 1998, pasó al Canal A, donde también hizo los noticieros de mediodía de los fines de semana. Cerró sus puertas con la crisis de la televisión nacional, el 25 de febrero de 2000.
- Noticiero 24 Horas, de la programadora del mismo nombre: El decano de los noticieros colombianos durante mucho tiempo, se emitió a partir del 3 de enero de 1977, a las 7:30 p. m., de lunes a viernes, en la Segunda Cadena. El 1 de agosto de 1979, pasó al horario de las 7 de la noche, entre semana en la Primera Cadena (luego Cadena 1, después Cadena Uno y, finalmente, Canal Uno), donde permaneció hasta el 31 de diciembre de 1997. El 2 de enero de 1998 sale de nuevo por el mismo canal, esta vez al mediodía. Compitió en igualdad de condiciones con el Noticiero Nacional (es decir, emitiendo todos los días) hasta el 11 de febrero de 2000, cerrando 23 años ininterrumpidos de información.
- Noticiero TV Hoy, de la Programadora Datos y Mensajes: Emitió por vez primera el 1 de agosto de 1979, en el horario de las 9:30 p. m., entre semana por la Segunda Cadena. Pasó a la Cadena Uno, con el mismo horario y días de emisión, del 2 de enero de 1984 hasta el 31 de diciembre de 1991. El día siguiente (1 de enero de 1992) se mudó al horario de las 8:30 de la noche los fines de semana y festivos en la Cadena Uno, hasta el 28 de diciembre de 1997. El 1 de enero de 1998, se fue al Canal A, los fines de semana, esta vez a las 7:30 p. m., hasta su programa final, el 30 de diciembre de 2001.
- Noticiero de las 7, de Programar Televisión: Otro de los noticieros que arrancó su periplo el 2 de enero de 1984, como su nombre lo indicaba, a las 7 de la noche, entre semana, por la Cadena Dos. Para la licitación del Canal A en 1992, siguió en ese horario hasta 1998. El 2 de enero de ese año pasó al Canal Uno, donde se mantuvo hasta el 15 de febrero de 2002, día en el que se fusionó con NTC Noticias para dar inicio a Noticias Uno.
- Noticiero Criptón, de la programadora del mismo nombre: Comenzó el 4 de julio de 1987, en el horario de fines de semana a las 8 p. m. en la Cadena Dos. El 29 de diciembre de 1991 apareció por última vez en ese horario, pasando a la 1 p. m., también los fines de semana, en el Canal A, el 1 de enero de 1992, donde permaneció hasta el 28 de diciembre de 1997 pasando posteriormente a TeveAndina hasta el año 2000, cuando cerró sus puertas tras la muerte de Hernán Castrillón Restrepo.
- Noticiero Cinevisión, de la programadora Producciones Cinevisión: Creado el 2 de enero de 1974 como Noticiero CVTV, manejando la franja de las 7 p. m., entre semana, en la Segunda Cadena. Luego, el 2 de enero de 1977, pasó a emitirse a las 11:30 p. m., también entre semana, en la Primera Cadena. En 1978 cambió su nombre a Noticiero Cinevisión, coincidiendo con su emisión los domingos a las 9 de la noche en la misma cadena. El 1 de agosto de 1979 pasó a emitirse a las 10:30 p. m., entre semana, al tiempo que su boletín dominical desapareció. El 30 de diciembre de 1983 sale de ese horario, para el 1 de enero de 1984 entrar a emitirse los fines de semana a las 8 de la noche en la Cadena Dos. Se mantuvo allí hasta el 28 de junio de 1987, y el 1 de julio del mismo año, pasó a transmitirse a las 12:30 p. m., de lunes a viernes, en la Cadena Uno, hasta el 31 de diciembre de 1991, día en el que acabó emisiones.
- Telenoticiero del Mediodía, de Telestudio: Bajo la dirección de Gloria Pachón de Galán, tuvo su primera emisión el 14 de marzo de 1984, el día después del final de Telediario, ocupando su lugar (de lunes a viernes, a las 12:30 p. m., en la Cadena Dos). Se mantuvo allí hasta el 31 de diciembre de 1997 (en el entonces Canal A), aunque en 1994 cambió su nombre a Colombia 12:30, que usó hasta su última edición.
- Noticiero 7 Días en el Mundo, de Globo Televisión: Comenzó su transmisión el 5 de agosto de 1979, como un boletín de noticias los domingos hasta las 9 p. m. en la Primera Cadena, donde se mantuvo hasta el 31 de diciembre de 1983. Desapareció un tiempo del aire, más exactamente hasta el 30 de junio de 1987. El 4 de julio siguiente reinició labores ya como boletín informativo a la 1 de la tarde, también los fines de semana. Globo Televisión mantuvo el nombre hasta la segunda mitad de 1991, cuando cambió su nombre a Noticiero Notivisión, emitiéndose hasta el 29 de diciembre de 1991, pasando el 1 de enero de 1993 a llamarse Noticiero AM-PM (allí, Globo Televisión ya era propiedad de desmovilizados del M-19), siendo ya un noticiero emitido a las 8:30 p. m., los fines de semana en el Canal A. Finalizó labores el 28 de diciembre de 1997, al no presentarse a la licitación para 1998.
- Noticiero Mundovisión, de la Programadora Jorge Enrique Pulido Televisión: Fue transmitido desde el 4 de julio de 1987 a la 1 p. m., los fines de semana, en la Cadena Dos. Luego del atentado (el 29 de octubre de 1989) y posterior muerte (8 de noviembre del mismo año) de su director, Jorge Enrique Pulido, se mantuvo en el aire hasta el 17 de febrero de 1990, cuando la programadora salió del aire, siendo reemplazada por un noticiero oficial de Inravisión, el Informativo Tele-Regional durante el tiempo restante de la licitación (es decir, hasta el 29 de diciembre de 1991).

La licitación de 1987 permitió que los noticieros nocturnos del fin de semana (Noticias 1 y Noticiero Criptón) duraran 45 minutos. El resto de los informativos era de media hora. La aparición de los primeros canales regionales (Teleantioquia, Telecaribe y Telepacífico) les permitió a las regiones un mejor cubrimiento de las noticias que les afectaban más directamente. Los informativos de estos canales casi nunca se enfrentaban a los de los canales nacionales, posicionándose en franjas como las de la 1 p. m., o las 7:30 p. m., aunque finalmente, en los años 2000, empezaron a competir con dichos informativos.

## La licitación de 1992-1997
La licitación de los espacios que el Estado colombiano concedió a las programadoras para el periodo 1992-1997, trató de incentivar la competencia entre programadoras y entre los canales (con ello, las programadoras solo pudieron licitar espacios en una cadena únicamente). Se definieron los horarios para los noticieros, que eran de 30 minutos. No obstante, las programadoras que habían licitado noticieros no pudieron alquilar ningún otro espacio, regla que se rompió en 1995, donde programadoras de entretenimiento como RCN Televisión y Caracol Televisión consiguieron noticieros. Otra regla rota en 1995 fue la de la duración, ya que los cuatro noticieros matinales duraban 60 minutos cada uno.
Los horarios de los noticieros fueron los siguientes (con su respectiva programadora y canal de emisión, incluyendo los espacios matutinos licitados en 1995):
- Lunes a viernes:
  - 06:30 - 07:30: En Vivo Comienza el día (Nuevos Días Televisión, Cadena Uno) / Buenos Días Colombia (Televideo, Canal A)
  - 07:30 - 08:30: 7:30 Caracol (Caracol Televisión, Cadena Uno) / RCN 7:30, El Informativo de la Mañana (1995-1997) / RCN al Día (1998) (RCN Televisión, Canal A)
  - 12:30 - 13:00: Noticiero Nacional (Prego Televisión, Cadena Uno) / Telenoticiero del Mediodía (cambió su nombre en 1994 a Colombia 12:30), Telestudio, Canal A)
  - 19:00 - 19:30: Noticiero 24 Horas (24 Horas, Cadena Uno) / Noticiero de las 7 (Programar Televisión, Canal A)
  - 21:30 - 22:00: Noticiero CM& (CM&, Cadena Uno) / QAP Noticias (TV 13, Canal A)
- Sábados, domingos y festivos:
  - 07:00 - 08:00: Sala de Redacción (EL TIEMPO) (RTI Televisión, Cadena Uno) / Telematinal (GOS Televisión, Canal A)
  - 13:00 - 13:30: NTC Noticias (NTC Televisión, Cadena Uno) / Noticiero Criptón (Criptón, Canal A)
  - 20:30 - 21:00: Noticiero TV Hoy (Datos y Mensajes, Cadena Uno) / Noticiero AM-PM (Globo Televisión, Canal A)

En 1995, Inravisión decidió licitar los espacios entre las 24:00 y las 10:00, horarios en los que no había transmisiones. Así, el 20 de marzo de 1995, volverían los noticieros de la mañana —que habían desaparecido una década antes—, emitidos a las 06:30 y 07:30: En Vivo, Buenos Días Colombia, RCN 7:30 y 7:30 Caracol. En esta etapa surgieron informativos como Noticiero CM&, QAP Noticias (del escritor Gabriel García Márquez y cuyos archivos son preservados por Caracol Televisión) o NTC Noticias, por citar algunos.
CM&, de los destacados periodistas Yamid Amat y Juan Gossaín, creó una de las secciones características de los informativos actuales: la de farándula y espectáculos. Inicialmente, la modelo Viena Ruiz presentaba una sección llamada Las cosas secretas, al final del noticiero, que presentaba "chismes" de la política nacional. Más tarde, esta sección incluiría noticias de espectáculos y sería copiada por los demás informativos.
Con el Proceso 8000, y la desconfianza del gobierno hacia algunos informativos (principalmente QAP Noticias y AM-PM), la Ley 335 de 1996 promulgó la no prórroga de los contratos licitados en 1992 (a diferencia de la postura inicial, la de la Ley 182 de 1995, que auspiciaba dicha prórroga), con lo que las programadoras estuvieron inseguras sobre lanzar su propuesta o no. Finalmente, algunas, como TV 13, dueña de QAP, o Globo, dueña de AM-PM, no se lanzaron, otras se decidieron, pero fueron castigadas por su oposición al gobierno, e incluso fueron enviadas a otras franjas (como pasó con 24 Horas, que tras 19 años en la franja de las 7 p. m., fue cambiado al mediodía), los que corrieron mejor suerte, quedaron en su horario habitual, o simplemente cambiaron de cadena (el caso del Noticiero de las 7, que siguió al aire en su horario de las 7, solo que en el Canal Uno, en lugar de su franja en el Canal A). Para 1998, el mapa informativo cambió radicalmente con estas sustituciones, salidas y entradas.
A finales de 1997, salieron del aire QAP Noticias, AM-PM, Matinal En Vivo (que para la nueva licitación se vio favorecido con noticiero en el horario de las 9:30 PM), Buenos Días Colombia, Colombia 12:30 y el Noticiero Criptón.

## Desde 1998 hasta hoy
Con la entrada en operación de los canales privados (RCN Televisión y Caracol Televisión, que antes eran programadoras, empezó una nueva etapa en los informativos colombianos.
En primer lugar, la entrada en operación de RCN y Caracol les permitía mayor libertad con los horarios y con sus parrillas de programación en general, en contraste con los dos canales mixtos. Poco a poco la audiencia se fue inclinando más hacia los canales privados, que al comienzo enfrentaban sus informativos con los demás con la misma duración. Sin embargo, desde 2000, la duración de los noticieros empezó a aumentar paulatina pero considerablemente, hasta incluso llegar a las 3 horas de noticias, o también, cambiando los horarios, por ejemplo, de la edición nocturna, pasando gradualmente de las 9:30 p. m., hacia el filo de la medianoche.
Respecto a los canales públicos, se dieron nuevos horarios para los informativos, eliminando en cierto modo franjas como la matinal, cubierta por otro tipo de programas, en 1998, se licitaron los siguientes espacios:
- Lunes a viernes:
  - 12:30 - 13:00: Noticiero 24 Horas (24 Horas, Canal Uno) / Noticiero Nacional (Andes Televisión, Canal A)
  - 19:00 - 19:30: Noticiero de las 7 (Programar Televisión, Canal Uno) / Noticiero NCA (posteriormente llamado Las Noticias de la Noche, Big Bang Televisión, Canal A)
  - 21:30 - 22:10 - 23:00: Noticiero CM& (CM&, Canal Uno) / En Vivo 9:30 (En Vivo Television, Canal A) / Informativo 11 PM (CPT Television, Canal A)
- Sábados, domingos y festivos:
  - 12:30 - 13:00: Informativo 24 Horas (24 Horas, Canal Uno) / Informativo Nacional (Andes Televisión, Canal A)
  - 19:30 - 20:00: Uni Noticias (Uni TV, Canal Uno) / Noticiero TV Hoy (Datos y Mensajes, Canal A)
  - 21:30 - 22:00: NTC Noticias (NTC Televisión, Canal Uno) / Noticiero Hora Cero (CPS Televisión, Canal A)

La gravísima Crisis de la Televisión Pública, acentuada por la peor recesión en años, la desazón que dejó la licitación de 1998 y el efecto de cohesión que lograron los canales privados, hicieron que los noticieros, así como los demás programas de los canales Uno y A dejaran de ser rentables, así pues, la gran mayoría de los noticieros desaparecieron entre el 2000 y el 2003: 24 Horas (tanto en su edición entre semana, como en fin de semana) finalizó el 11 de febrero de 2000, y con él 23 años informando ininterrumpidamente, pasando sus noticieros entre semana a ser producidos por CM& y los fines de semana por NTC, aunque por un corto tiempo, cerrando la franja de mediodía del Canal Uno luego de 23 años de noticias a las 12:30; El Noticiero Nacional, y su respectivo boletín de fin de semana, cerraron el 25 del mismo mes, acabándose, luego de 16 años, la franja de noticias del mediodía del Canal A; El Noticiero NCA duró hasta el 3 de septiembre de 2001 (sobreviviendo desde el 2000 como una alianza entre Big Bang Televisión y el Noticiero TV Hoy), cerrando la franja de noticias de las 7 del Canal A, nacida en 1984; Uninoticias acabó su andadura también en el 2000, quedando un único noticiero de fin de semana en el Canal Uno; El Noticiero TV Hoy acabó el 30 de diciembre de 2001, luego de 22 años; NTC Noticias y el Noticiero de las 7 decidieron, en el marco de la grave crisis, buscar una fusión de los noticieros del Canal Uno aún vigentes (junto con CM&) durante 2001, finalmente, y sin el noticiero de Yamid Amat a bordo, decidieron,  transformarse en Noticias Uno; Informativo 11 PM y acabó el 15 de febrero de 2002; En Vivo devolvió sus espacios a finales de 2002, acabando así con una franja de noticias constituida desde 1979, y además, cerrando por siempre los noticieros de lunes a viernes del Canal A y sus antecesores; finalmente, el Noticiero Hora Cero, que incluso aguantó el secuestro de su director, Guillermo "La Chiva" Cortés, no pudo soportar la crisis económica, y terminó transmisiones el 16 de marzo de 2003, siendo el último noticiero del Canal A en salir del aire.
Para 2004, año en el que corría a la nueva licitación, solo quedaban dos noticieros en la televisión pública, Noticias Uno y CM&, ambos en el Canal Uno (mientras el Canal A fue convertido en el Canal Institucional en ese mismo año). También en el mismo año, Jorge Barón TV lanzó su noticiero, en el Canal Uno, llamado Telepaís, hasta finalizar sus emisiones en el 2016; En el Caso de Noticias Uno su última emisión en el Canal 1 fue el sábado 30 de noviembre de 2019, por una decisión del operador del canal Plural Comunicaciones de cerrar los informativos de Fin de Semana y Festivos, al día siguiente se traslada al canal de cable Cablenoticias y en plataformas digitales; CM& era el único noticiero de la televisión pública vigente en Colombia hasta su última emisión el 14 de noviembre de 2024.
Cabe destacar la acogida del público colombiano frente a noticieros locales como City Noticias, del canal CityTv, propiedad de la Casa Editorial El Tiempo, específicamente centrado en noticias de Bogotá. No obstante, el canal, y por tanto el noticiero, pueden verse en Medellín y otras regiones del país mediante sistemas de Televisión por cable y satélite.
En el 2013 se lanzó un espacio informativo llamado RED + Noticias en el canal de televisión por suscripción Día TV, que se transmite de lunes a viernes de 20:00 a 21:00.
En 2021 se estrenó el sistema informativo en RTVC Sistema de Medios Públicos, con el nombre de RTVC Noticias que se emite en Señal Colombia de lunes a viernes a las 12:00 y a las 19:00 también los sábados, domingos y festivos a las 12:30 y a las 19:00 y también por el Canal Institucional todos los días de lunes a domingos a las 22:00.

## Estructura del noticiero
Normalmente, los informativos colombianos se dividen en tres grandes bloques, los cuales no coinciden necesariamente con los segmentos que hay entre los cortes comerciales.
En primer lugar, se encuentran las noticias consideradas serias, con temas de política, economía, orden público, judicial, etc. Dentro de esta categoría se encuentra la información regional y la internacional. La primera tiene mayor relevancia durante las emisiones de la mañana y del mediodía en los noticieros de los canales privados. La segunda generalmente queda relegada a notas con imágenes provistas por agencias internacionales, o en el mejor de los casos aprovechando alianzas con medios de otros países, y son cubiertas con poca profundidad.
Después viene la información deportiva, que se concentra fundamentalmente en el fútbol, si bien otros deportes como el béisbol, el automovilismo, el tenis y el baloncesto también son cubiertos, aunque en menor proporción. Los domingos y los lunes esta sección suele ampliarse unos minutos más con el cubrimiento a la jornada del Fútbol Profesional Colombiano, dejando de lado a otros deportes con excepción de los deportistas colombianos que cumplan con participaciones destacadas.
Para cerrar el noticiero, se encuentra la sección de farándula y entretenimiento, presentada casi siempre por alguna joven modelo (existen noticieros como City Noticias, en donde las noticias de farándula y espectáculos son presentados por una periodista). Se concentra en los cantantes del momento, las telenovelas y los programas del respectivo canal (en especial los reality shows), y las noticias provenientes de Hollywood y de Miami, así como en los eventos de moda. Esta sección, popularizada en los años 90, es una de las más cuestionadas, porque en algunas emisiones llega a durar hasta 20 minutos, tiempo que podría dedicársele a otro tipo de información. No obstante, los ejecutivos de los canales consideran que es una de las más vistas porque sirve de válvula de escape, ante la grave situación del país. No todos los noticieros cuentan con esta sección; Noticias Uno fue la principal excepción hasta 2012.
En algunas emisiones, como las de la mañana y mediodía, aparecen otras secciones, como la de salud, el informe del tránsito, la situación de los aeropuertos, meteorología, servicios sociales, etc.

## Noticieros actuales

### Canales nacionales de señal abierta tradicional
- Noticias Caracol
- Noticias RCN
- Noticentro 1
- Noticentro 1 Televista
- RTVC Noticias (Canal Institucional y Señal Colombia)
- El calentao (Señal Colombia)

### Canales nacionales de señal cerrada
- Red Más Noticias
- Noticias Uno

### Canales de noticias 24 horas de señal cerrada de producción nacional
- NTN24
- Cable Noticias

### Canales locales
- Sistema Informativo City Noticias de Citytv

### Canales regionales o locales
Canal Trece
- Enlace Trece

Teleantioquia
- Teleantioquia Noticias

Telecaribe
- Noticiero Las Noticias (Versión Libre T.V)
- CV Noticias (CV Televisión)

Telepacifico
- Noticiero 90 Minutos (Procivica T.V y Universidad Autónoma de Occidente)
- Telepacífico Noticias

Telecafé
- TVA Noticias (Consorcio Mario Arboleda)
- Telecafé Noticias

Canal Capital
- Ahora

Canal TRO
- Oriente Noticias
- Oro Noticias (Orovision Ltda.-Prensa Libre)

Teleislas
- Teleislas News

Telemedellín
- Noticias Telemedellín
- Hora 13 Noticias (Quanta Telecomunicaciones S.A.S)

Televisión Ciudadana
- Noticias TVC

### Canales locales
- CNC Noticias (CNC es un canal regional presente en ciudades como: Medellín, Villavicencio, Quibdó, Manizales y Valledupar; en cada ciudad opera como canal local independientemente de otras ciudades).